# Holm-klass
Holm-klass är en klass av danska örlogsfartyg byggda på Danish Yacht i Skagen. Klassen omfattar 6 fartyg med olika användningsområden.
Fartygen, som har fått namn efter danska öar, ersätter tidligare  sjömätningsfartyg, torpedbärgningsfartyg och andra specialfartyg.
Holm-klassen konstruerades samtidig med Diana-klassen och bygger på  søværnets minröjningsdrönare i MSF-klassen.
Det första fartyget i klassen levererades den 10 december 2005 och togs i aktiv tjänst den 27 januari 2006.

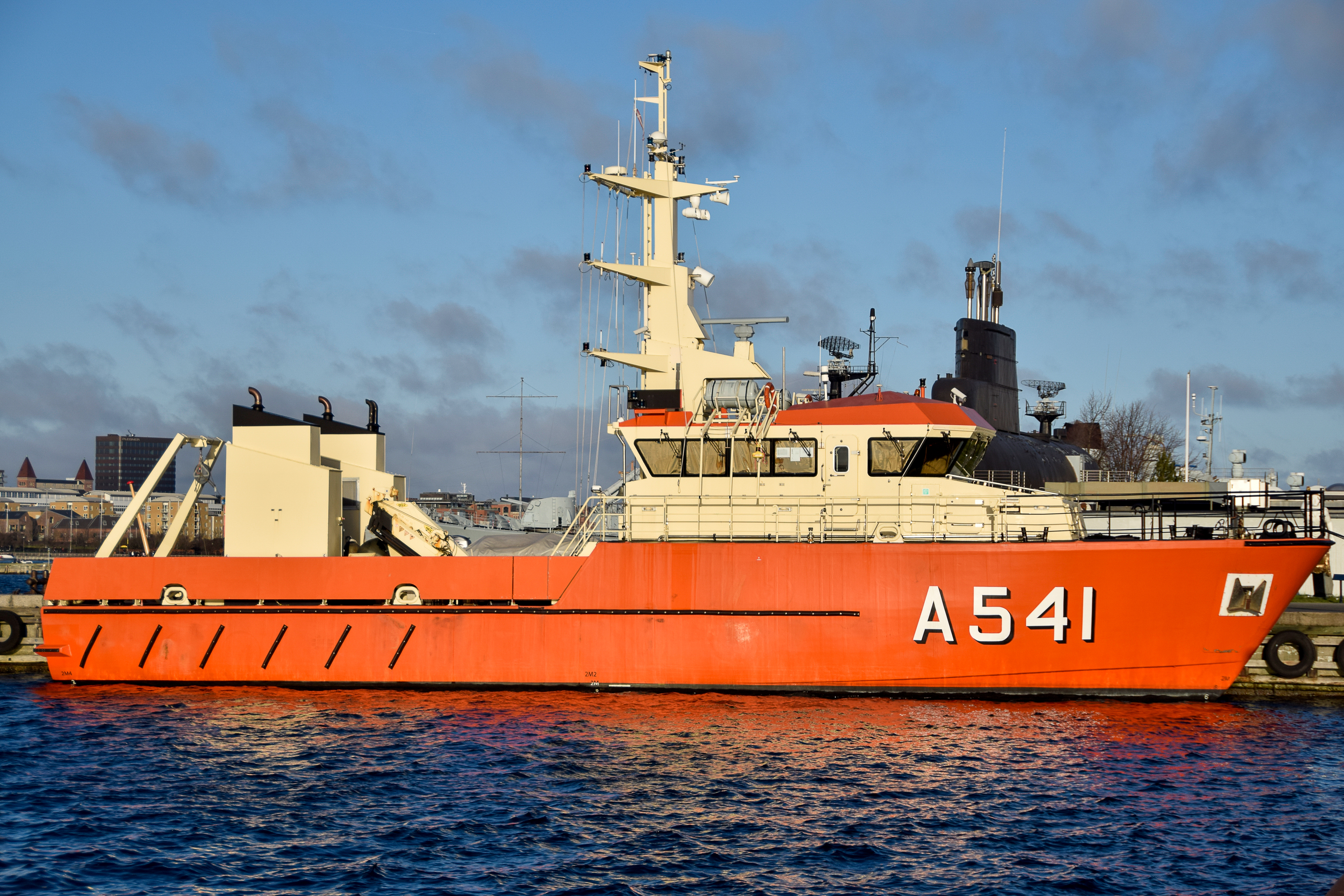
Sjömätningsfartyget Birkholm (A541).

Två av fartygen (A541 och A542) används för sjömätning och två  (A543 och A544) används som skolfartyg för utbildning av  kadetter. De to sista fartygen (MSD5 och MSD6) var ursprungligen avsedda att användas som fjärrstyrda minröjningsdrönare, men har senare byggts om. Fartygen är mycket flexibla och kan förses med en StanFlex-modul vilket gör att de snabbt kan byggas om för olika uppgifter.
Skolfartygen är stationerade på Flådestation Korsør och de övriga fartygen på Flådestation Frederikshavn.